# Paymentstandards.ch
PaymentStandards.CH est l’organe officiel de la place financière suisse pour la normalisation et l’harmonisation des paiements.

## Historique
Paymentstandards.ch annonce le remplacement des six différents bulletins de versement par un format unique basé sur le code QR pour janvier 2019, puis repousse cette innovation à juin 2020 pour des questions techniques.